# Roccella Ionica
Roccella Ionica o Roccella Jonica (Rucceja in calabrese) è un comune italiano di 6 123 abitanti della città metropolitana di Reggio Calabria, in Calabria.

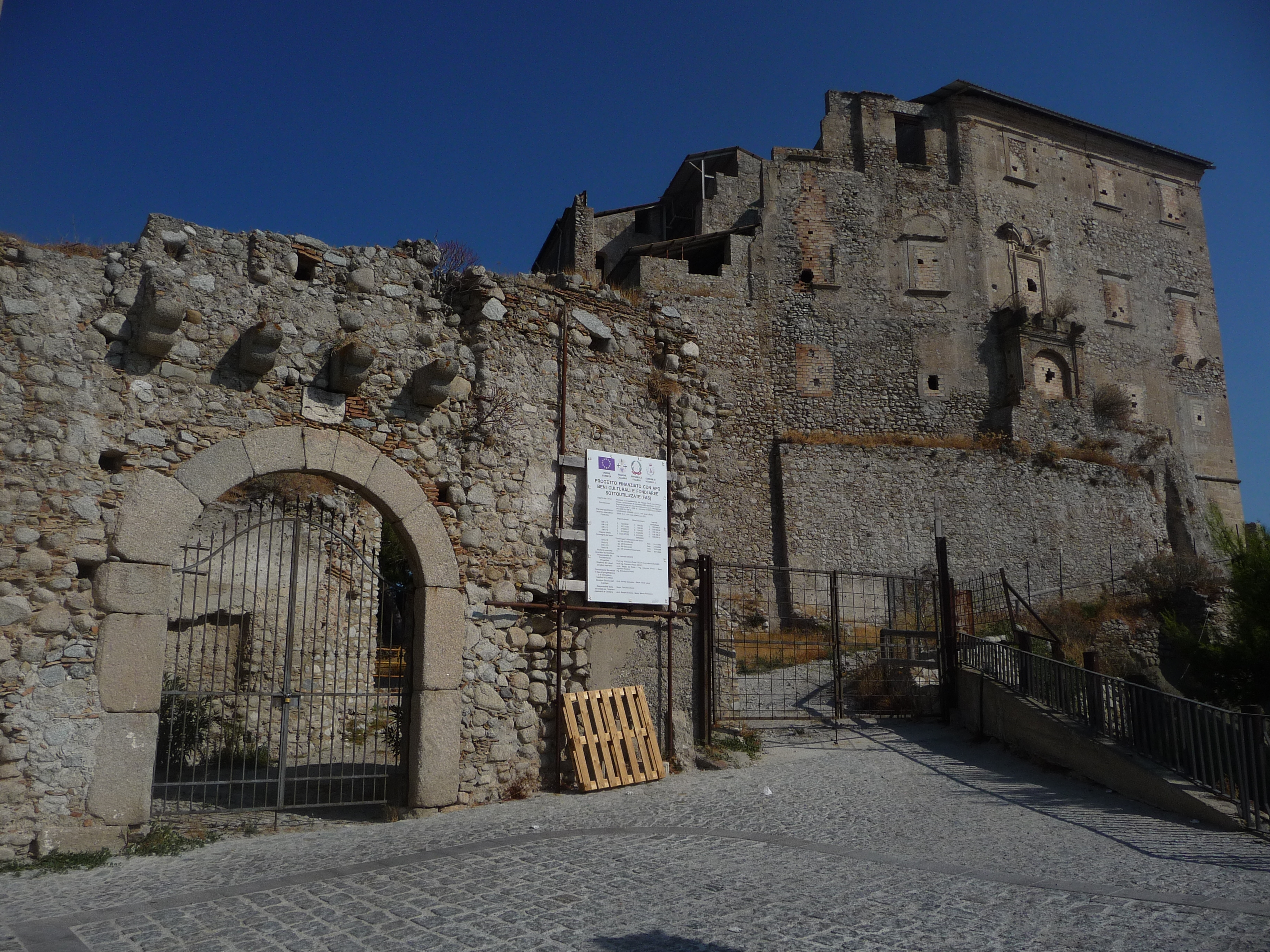
Palazzo Carafa e ingresso della città murata

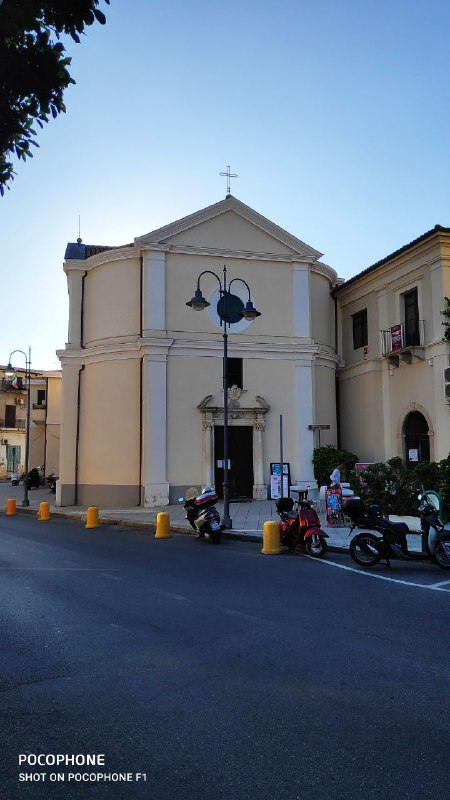
Chiesa di San Nicola ex Aleph

## Geografia fisica
Roccella si trova sulla costa dei Gelsomini e sorge probabilmente sull'antica città magnogreca di Amphisya. È bagnata dal mar Ionio e caratterizzata da un territorio pianeggiante verso il mare e collinare nell'entroterra.

## Origini del nome
Nel X secolo il paese venne chiamato "Rupella", poi "Arocella", fino al nome in uso di "Roccella", a causa della sua localizzazione sulla rocca nel "borgo-castello".

## Storia
Vanta origini molto antiche, che si presume risalgano fino all'epoca della Magna Grecia. Storicamente è stata identificata con l'antica località di Amphisya, ricordata nei poemi del poeta romano Ovidio. In contrada Focà è stato ritrovato un edificio a blocchi di calcare e dei reperti in terracotta facenti parte di una presunta tomba monumentale del IV secolo a.C..
Al 1270 risale il primo documento che testimonia l'esistenza di Roccella Ionica: in esso è registrata la vendita del castello Donato a Gualtiero di Collepietro da parte di Carlo I d'Angiò.
Fu un importante feudo e rocca difensiva della costa, come simboleggiato anche nel gonfalone araldico, che rappresenta il patrono san Vittore di Marsiglia che sconfigge un pirata turco.

## Monumenti e luoghi d'interesse
I resti della cittadella medievale sono visitabili a partire da Torrente Zirgone, dalla costa al promontorio dell'antica cittadella, e da qui alla vicina torre di avvistamento meglio nota come "Torre di Pizzofalcone".

### Architetture religiose

#### Convento dei Minimi Paolotti
Edificato nel 1580, il Convento dei Minimi Paolotti ospitava l'Ordine dei Minimi Paolotti.

#### Chiesa madre di San Nicola di Bari
La chiesa di San Nicola di Bari fu costruita agli inizi del XX secolo in sostituzione della precedente Chiesa (che si trova tutt'oggi incorporata nel Castello dei Carafa). Dalla vecchia matrice, infatti, furono trasferiti alla nuova tutti gli altari e le statue. Al suo interno la chiesa si presenta a 3 navate; nel presbiterio si trovano l'altare maggiore datato 1763 e la volta affrescata dal pittore roccellese Raffaele Ursini. Conserva un'antica Crocifissine e varie statue: Gesù nel Getsemani, la Madonna del Carmine, Santa Rita, San Michele arcangelo, San Giovanni Paolo II, la Madonna con i Santi Anna e Gioacchino, la Santissima Trinità, San Giovanni Evangelista, Santa Teresa di Lisieux, il Sacro cuore di Gesù, Maria Assunta in cielo, Sant'Antonio da Padova, Padre Pio e la Natività. La chiesa custodisce inoltre le reliquie di San Vittore di Marsiglia, patrono del paese.

#### Chiesa San Nicola Ex Aleph
La chiesa fu costruita nel 1469 da marinai di Marsiglia. L'aspetto odierno è quello della ristrutturazione del 1930. La chiesa custodisce la grande tela di San Vittore di Marsiglia, patrono del paese, e il suo simulacro, opera in cartapesta dello scultore di Mammola Rodolfo Del Pozzo. Ci sono inoltre le statue di San Francesco da Paola, il Sacro Cuore di Gesù, la Madonna del Rosario di Rocco Bruno Murizzi, Santa Lucia, Gesù Morto, San Rocco, la Madonna (la prima statua della Madonna delle Grazie), la Madonna di Lourdes e Sant'Antonio da Padova. Al suo interno è inoltre seppellito il vescovo Pier Domenico Scoppa.

#### Chiesa di Santa Anastasia
La chiesa nacque nel XVIII secolo e si trova nel cuore del Borgo del paese, infatti è detta "a chiesa d'u burgu". La sua realizzazione fu promossa da dei gesuiti, che all'inizio dedicarono la chiesa a San Francesco Saverio. Nel 1783, anno del terremoto che non recò gravi danni alla chiesa, vi si trasferì la parrocchia di Sant'Anastasia (dal borgo medievale) acquisendo il nome attuale. La chiesa si presenta a navata unica e sull'altare maggiore si trova una tela della Madonna con Gesù bambino fra Sant'Anastasia e Santo Stefano Protomartire. Inoltre custodisce 3 dipinti raffiguranti la Crocifissione, San Vincenzo Ferreri e San Raffaele Arcangelo, la statua molto venerata della Madonna Addolorata (festeggiata la terza domenica di settembre), Santa Lucia, La Madonna Ausiliatrice, San Giovanni Bosco e San Pio da Pietrelcina.

#### Santuario Madonna Santissima delle Grazie
Il santuario fu eretto nel 1545, quando al largo di Roccella, il marinaio palermitano Onofrio Buscemi ,con il suo equipaggio, si trovò in mezzo a una forte tempesta. Fece allora voto alla Madonna (della quale aveva un quadro a bordo): se fossero tutti scampati dalla tempesta il capitano avrebbe costruito una Chiesa in suo onore. Così fu e arrivati sani e salvi alla foce del torrente Zirgone, salendo per la valle trovarono il luogo adatto per edificare il Santuario. Il quadro del Buscemi fu posto sull'altare maggiore (che con il passare del tempo fu trafugato, come tanti altri, e sostituito). All'interno presenta una navata e custodisce la statua della Madonna delle Grazie, opera dello scultore di Mammola Antonio Spina e il Sacro Cuore di Gesù. La festa della Madonna si svolge ogni prima domenica di luglio con la caratteristica processione a mare.

#### Chiesa di San Giuseppe
Fu fondata all'inizio del 1600 e fu adibita a luogo di sepoltura per molti anni(tutt'oggi sul pavimento si trovano varie lastre tombali). La chiesa all'inizio fu dedicata all'Immacolata Concezione. All'interno la chiesa ha una navata e possiede la statua di San Giuseppe (copia di quella originale opera di Vincenzo Scrivo, derubata nel 1994 durante un incendio), Sant'Antonio da Padova, San Pasquale Baylon, Santa Lucia, San Francesco d'Assisi e il Cuore Immacolato di Maria. Possiede inoltre le tele di San Giuseppe con le anime purganti (posta sull'altare maggiore) e dell'Immacolata Concezione e un Crocifisso della metà del 1700.

#### Chiesa della Madonna della Pietà
Situata in contrada Lacchi, ha una forma a capanna e al suo interno custodisce un quadro della Deposizione di Gesù dalla Croce. La chiesa fu ristrutturata nel 1957, assumendo l'aspetto contemporaneo, diverso da quello di un tempo.
Chiesa di Sant'Antonio Abate

### Architetture civili
- Palazzo Baudille
- Palazzo Congiusta
- Palazzo Englen
- Palazzo Placido
- Palazzo Rossetti
- Palazzo Ursini
- Palazzo Minici
- Palazzo Bottari
- Villa Carafa
- Villa Alicastro
- Villa Minici

## Società

### Evoluzione demografica
Abitanti censiti

### Tradizioni e folclore

#### Festa di Maria S.S. delle Grazie
Ogni anno la prima domenica di luglio si tiene la festa in onore di Maria S.S. delle Grazie, patrona dei marinai del paese.
Il mercoledì precedente alla festa la statua della Madonna viene portata in processione dal Santuario delle Grazie alla chiesa madre; la domenica pomeriggio viene portata su una barca ammiraglia in testa a un corteo di navi per la processione in mare, seguita da quella per le vie cittadine, il lunedì successivo alla festa la statua viene riportata dalla chiesa madre al santuario delle Grazie.

#### Festa della Madonna Addolorata
Si svolge ogni anno la terza domenica di settembre e conclude l'estate roccellese.

#### "Ncrinata 'I Pasca" o "Inchinata di Pasqua"
La rappresentazione si svolge la mattina di Pasqua, nel rione Croce. San Giovanni, posizionato in via Giordano Bruno, per tre volte, si reca dalla Madonna, coperta da un manto nero, per comunicarle la notizia della resurrezione di Cristo. Le due statue, quella della Madonna e quella del Cristo, si trovano distanti circa 300 metri, in una posizione tale da non potersi vedere. L'ultimo viaggio di San Giovanni viene fatto di corsa ed a metà percorso la statua si arresta, mettendosi di lato, per consentire al Cristo e alla Madonna di potersi incontrare. La corsa di queste due statue viene accompagnata dalla banda musicale. Dopo pochi passi la Madonna viene liberata dal suo manto nero.

#### Ballo del Ciuccio (Cavalluccio pirotecnico)
Festa in onore di San Giuseppe che si festeggia tutti gli anni la prima domenica di agosto.

## Geografia antropica

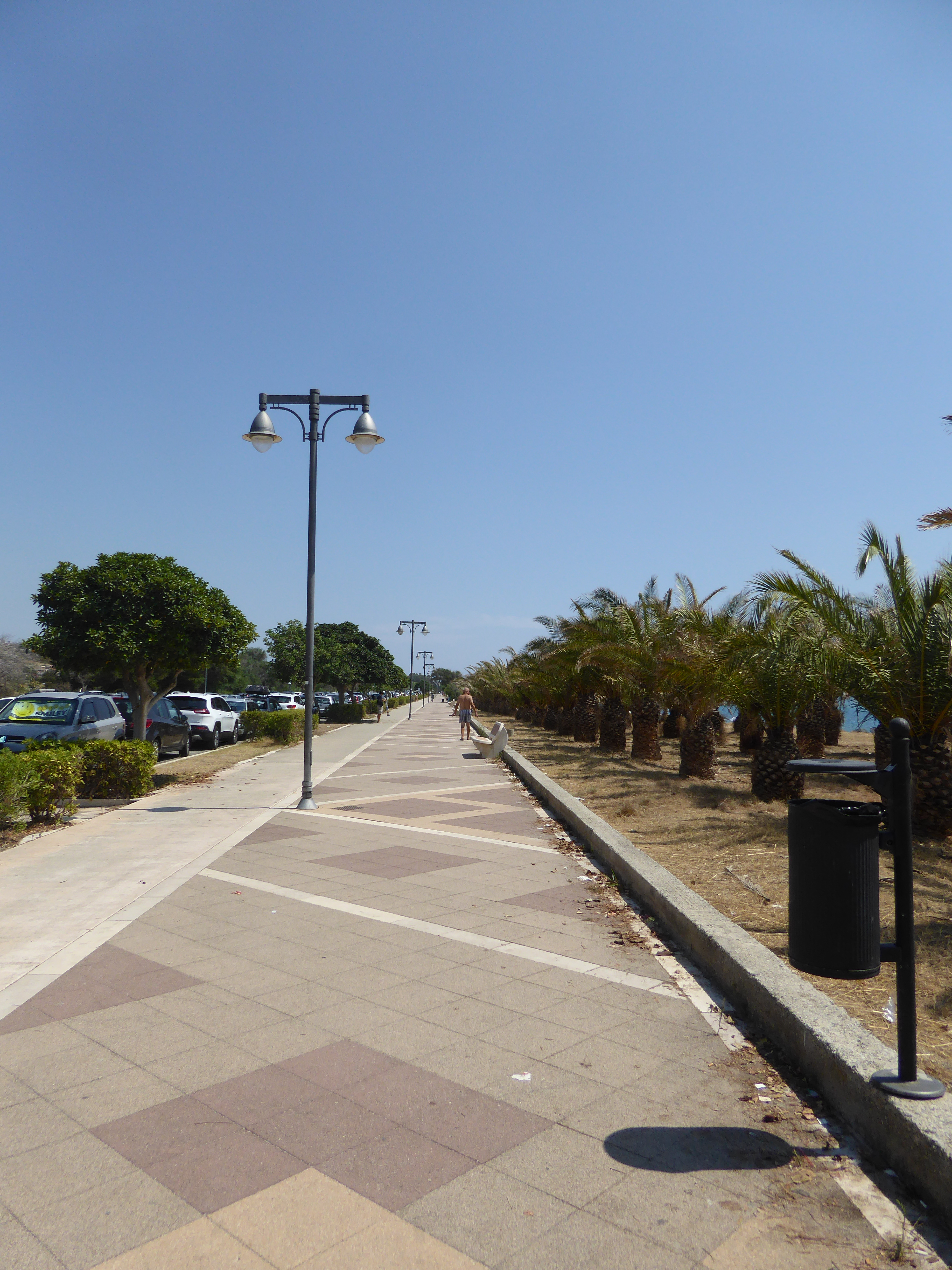
Lungomare di Roccella Ionica

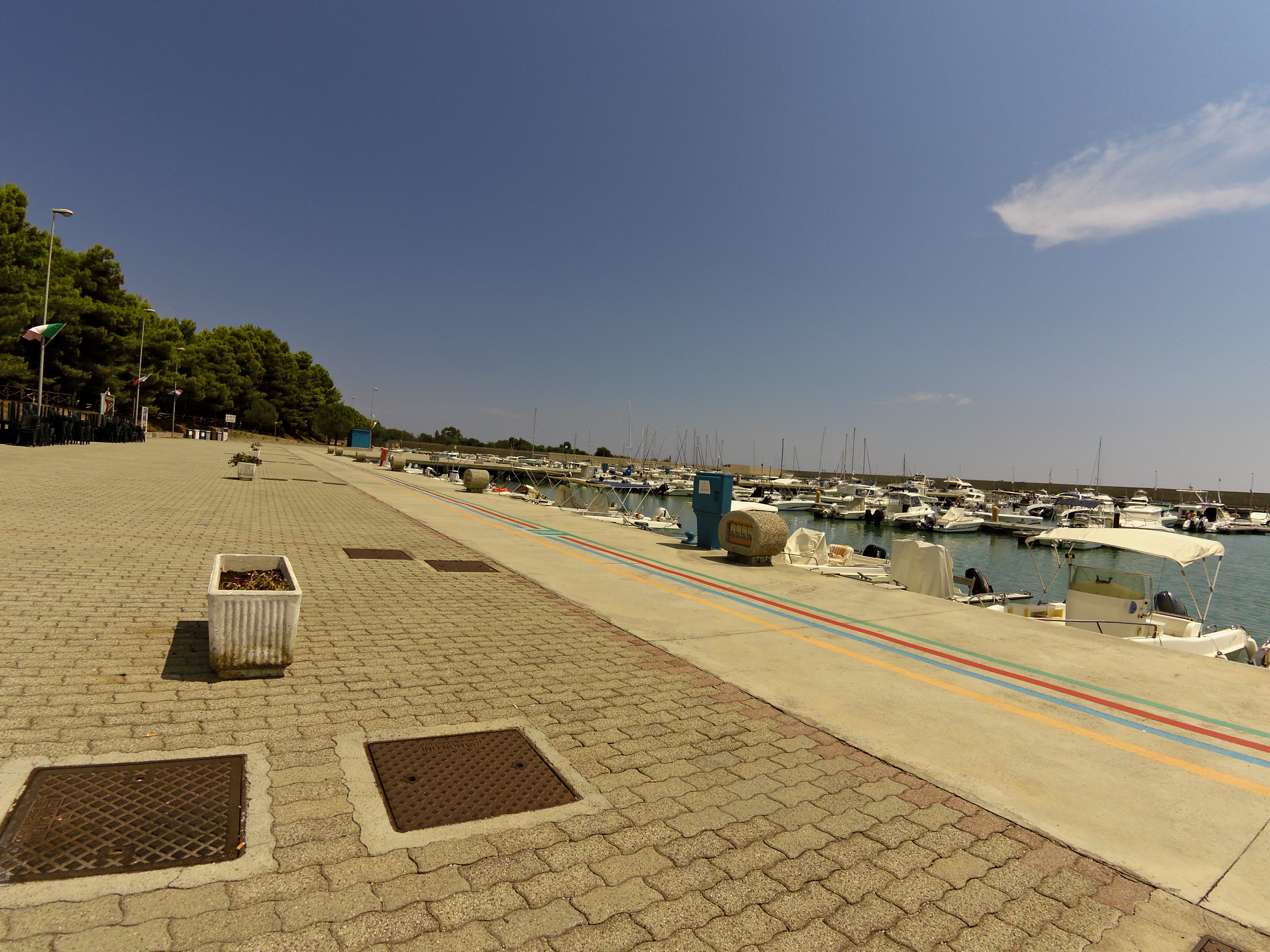
Porto turistico di Roccella Ionica

Il comune è raggiungibile attraverso la strada statale 106.
Dispone di una stazione ferroviaria posta lungo la  linea jonica, e dotata di tre binari.
Ospita inoltre un porto turistico, denominato Porto delle Grazie, con 450 posti barca.

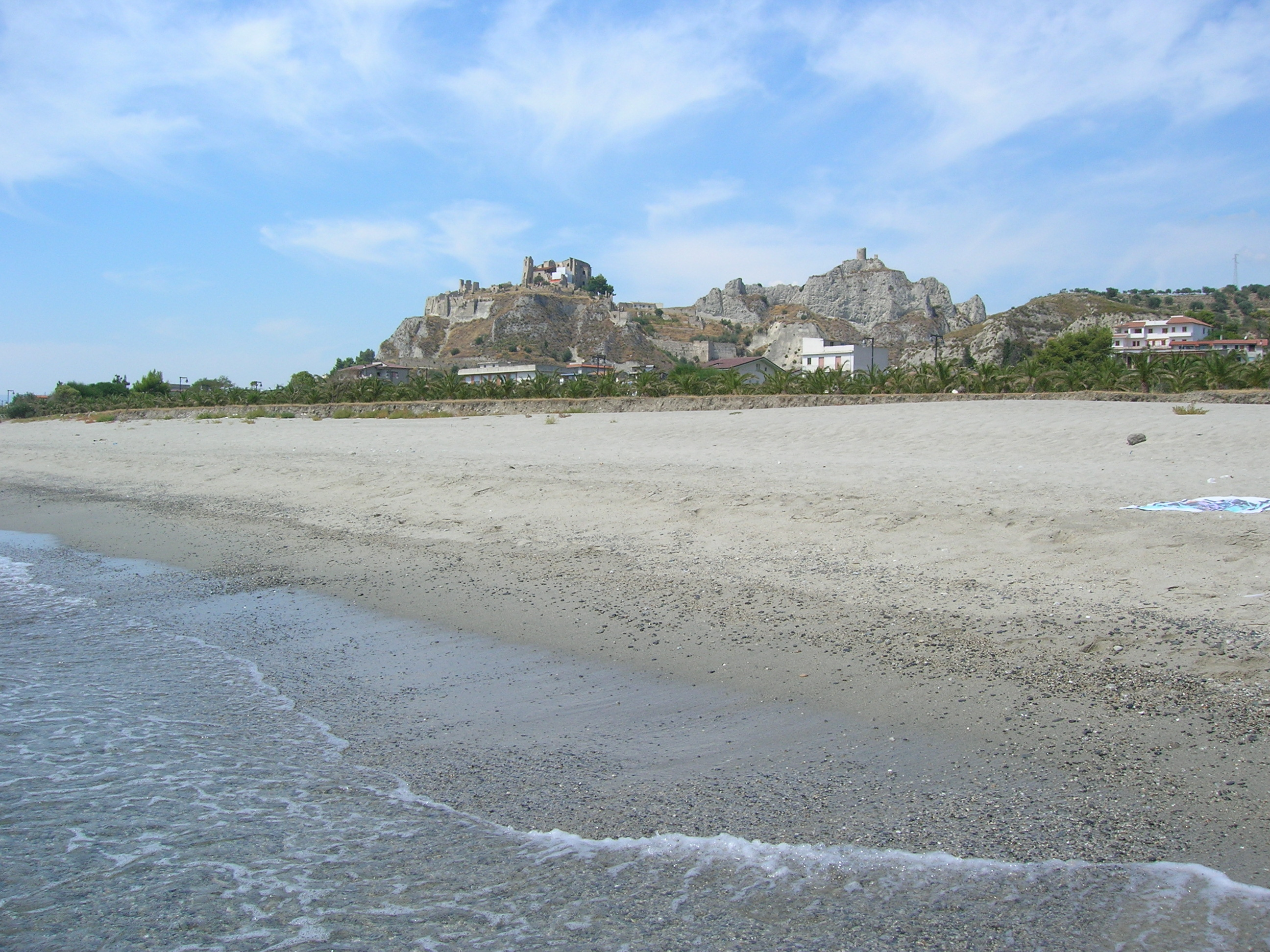
Panorama dalla spiaggia sulla rocca

Il territorio urbano è caratterizzato dai resti della Cittadella murata, che domina dall'alto con l'imponente Palazzo dei Principi Carafa (oggi adibito a museo multimediale), sia sul borgo settecentesco del paese che sul nucleo urbano di epoca più moderna, sviluppatosi successivamente verso la costa.
Numerosi sono i palazzi e gli edifici nobiliari, i rioni e le chiese, tipici del sistema feudatario che ha caratterizzato storicamente Roccella Jonica.

## Economia
È basata principalmente sul turismo. Tra le attività più rinomate vi sono quelle artigianali, che si distinguono per la lavorazione della terracotta, finalizzata alla realizzazione di giare e cuccume.
Dal 2002 è stata insignita della Bandiera blu dalla FEE (Fondazione per l'educazione ambientale), che premia le località balneari che si sono distinte per un rigoroso rispetto dei criteri relativi alla gestione sostenibile del territorio e concrete politiche di sostenibilità ambientale. Nel 2024 è stata premiata con 4 vele da Legambiente.

## Infrastrutture e trasporti
Il comune è interessato dalle seguenti direttrici stradali:
- Jonica

È servito dalla Stazione di Roccella Jonica, uno dei principali snodi della linea ferroviaria jonica.
Nella zona nord del paese è inoltre presente il porto delle grazie dove ha sede la guardia costiera.

## Amministrazione
| Periodo          | Periodo          | Primo cittadino   | Partito                            | Carica                  | Note   |
| ---------------- | ---------------- | ----------------- | ---------------------------------- | ----------------------- | ------ |
| 15 luglio 1989   | 10 agosto 1990   | Antonio Zito      | Partito Socialista Italiano        | Sindaco                 | [ 11 ] |
| 10 agosto 1990   | 27 giugno 1991   | Antonino Leggio   | Partito Socialista Italiano        | Sindaco                 | [ 12 ] |
| 27 giugno 1991   | 6 settembre 1991 | Tommaso Mondello  |                                    | Commissario prefettizio | [ 13 ] |
| 6 settembre 1991 | 6 dicembre 1991  | Tommaso Mondello  |                                    | Commissario prefettizio | [ 14 ] |
| 6 dicembre 1991  | 1 febbraio 1992  | Tommaso Mondello  |                                    | Commissario prefettizio | [ 15 ] |
| 1 febbraio 1992  | 23 dicembre 1992 | Anna Maria Malara | Partito Socialista Italiano        | Sindaco                 | [ 16 ] |
| 6 febbraio 1993  | 11 ottobre 1993  | Andrea Bova       | Democrazia Cristiana               | Sindaco                 | [ 17 ] |
| 3 dicembre 1993  | 24 aprile 1995   | Domenico Bova     | Partito Democratico della Sinistra | Sindaco                 | [ 18 ] |
| 24 aprile 1995   | 14 giugno 1999   | Giuseppe Certomà  | Lista civica di centro-sinistra    | Sindaco                 | [ 19 ] |
| 14 giugno 1999   | 14 giugno 2004   | Sisinio Zito      | Lista civica di centro-sinistra    | Sindaco                 | [ 20 ] |
| 14 giugno 2004   | 8 giugno 2009    | Sisinio Zito      | Lista civica di centro-sinistra    | Sindaco                 | [ 21 ] |
| 8 giugno 2009    | 26 maggio 2014   | Giuseppe Certomà  | Lista civica                       | Sindaco                 | [ 23 ] |
| 26 maggio 2014   | 28 maggio 2019   | Giuseppe Certomà  | Lista civica                       | Sindaco                 | [ 24 ] |
| 28 maggio 2019   | in carica        | Vittorio Zito     | Lista civica                       | Sindaco                 | [ 25 ] |

### Gemellaggi
- Arco, dal 2007

### Riconoscimenti
- 4 Vele 2024 dalla Guida Blu di Legambiente[26]
- Bandiera Blu Spiagge 2025 della FEE[27]
- Bandiera Blu Approdi Turistici 2025 della FEE[28]

## Sport

### Calcio
- L'ASD Roccella è la principale squadra di calcio della città. Il suo colore sociale è l'amaranto e venne fondata nel 1935. Ha vinto una Coppa Italia Eccellenza Calabria. Il 16 marzo 2014 viene promossa dal campionato di Eccellenza Calabria, con quattro giornate di anticipo, al campionato di Serie D, dove ha militato (fino al 2021) per sette stagioni consecutive. Nella stagione 2024-2025 milita nel campionato regionale di prima categoria.
- L'Amatori A.S. Roccella partecipa al campionato amatori.

### Calcio a 5
- A.S. Roccella
- A.S.D. La Cascina 1989
- Brazil Roccella
- Volley Roccella 0904